# فرناندو أوكامبو
فرناندو أوكامبو هو مهندس مدني ومهندس معماري فلبيني، ولد في 7 أغسطس 1897 في سان فرناندو، الفلبين في الفلبين، وتوفي في 1984 في مانيلا في الفلبين.